# To Whom It May Concern (álbum de The Bee Gees)
To Whom It May Concern es el décimo álbum de The Bee Gees, lanzado en octubre de 1972. Fue el álbum que siguió al exitoso disco Trafalgar, y continuó su melancólico y personal sonido. El álbum fue reconocido como "una despedida a los viejos Bee Gees". Fue su último álbum en ser grabado en los estudios IBC en Londres, su último trabajo con Bill Shepherd que los había guiado desde 1967, y su último trabajo durante el primer contrato con Robert Stigwood. Incluso algunas de las canciones fueron algunas viejas que estaban listas hace tiempo o que fueron reescritas para la ocasión (es el caso de «I Can Bring Love»).
El álbum es notable por contener una variedad relativa de clases de sonidos – rock and roll («Bad Bad Dreams»), baladas poderosas («Alive»), interpretaciones en coro («Please Don't Turn Out the Lights»), bizarras y psicodélicas canciones («Paper Mache, Cabbages and Kings», «Sweet Song of Summer») y nostálgicas canciones de amor («Sea of Smiling Faces»). La banda nunca ha mostrado aprobación por el álbum, pero para muchos fanes es una inusual y auténtica colección de los Bee Gees, cercana en espíritu a lo que los hermanos encontraron interesante para hacer y que pensaron que les debían al público.
Otro ejemplo del contraste entre el antiguo y el nuevo estilo fue la carátula del álbum mostrando a los Bee Gees actuando en Japón en 1972, y la contraportada mostrándolos a ellos durante 1963. El álbum además tiene un bolsillo con imágenes de varios asociados a la banda y a la familia. Se muestra a Barry, Robin y Maurice Gibb, Alan Kendall, y el baterista del tour Chris Karon con Bill Shepherd dirigiendo la orquesta. 
El álbum fue casi en su totalidad grabado entre junio de 1971 y abril de 1972 (exceptuando la canción «We Lost the Road», grabada en 1971 durante las sesiones de grabación del álbum anterior Trafalgar). The Bee Gees guardaron un sencillo que no salió en el álbum, «My World», que fue lanzado en enero de 1972, convirtiéndose en un hit Top 20 en Estados Unidos y Reino Unido. El álbum llegó en noviembre de 1972 apoyado por buenas revisiones y críticas, y precedido por el Top 10 de Reino Unido «Run to Me», en julio. A pesar de la aclamada crítica acerca de la variedad de estilos y grandes temas, el álbum solo alcanzó la posición #35 en los Estados Unidos y se convirtió en su tercer álbum consecutivo en fallar en entrer a las cartas de Reino Unido. Estuvo mejor en otros países europeos. En Italia llegó a ser #10, mientras que #6 en España. El sencillo subsecuente «Alive» fue un pequeño éxito en EE. UU., alcanzando el Top 40, y un mayor hit en Australia, llegando al #4. To Whom It May Concern vendió alrededor de 175,000 copias alrededor del mundo.

## Lista de canciones
1. Run to Me (Barry, Robin & Maurice Gibb)  - 3:13
2. We Lost the Road (Barry & Robin Gibb)  - 3:28
3. Never Been Alone (Robin Gibb)  - 3:15
4. Paper Mache, Cabbages and Kings (Barry, Robin & Maurice Gibb)  : 5:01
5. I Can Bring Love (Barry Gibb)  - 2:07
6. I Held a Party (Barry, Robin & Maurice Gibb)  – 2:37
7. Please Don't Turn out the Lights (Barry, Robin & Maurice Gibb)  – 2:01
8. Sea of Smiling Faces (Barry, Robin & Maurice Gibb)  – 3:09
9. Bad Bad Dreams (Barry, Robin & Maurice Gibb)  – 3:49
10. You Know It's for You (Maurice Gibb)  – 2:58
11. Alive (Barry & Maurice Gibb)  – 4:04
12. Road to Alaska (Barry, Robin & Maurice Gibb)  – 2:41
13. Sweet Song of Summer (Barry, Robin & Maurice Gibb)  – 5:07

- Datos: Q1187740